# Ciak d'oro 2015
La 29ª edizione dei Ciak d'oro si è tenuta il 2 giugno 2015.

## Vincitori e candidati
I vincitori sono indicati in grassetto, a seguire gli altri candidati.

### Miglior film
- Il giovane favoloso di Mario Martone

### Miglior regista
- Nanni Moretti - Mia madre

### Migliore attore protagonista
- Elio Germano - Il giovane favoloso

### Migliore attrice protagonista
- Margherita Buy - Mia madre

### Migliore attore non protagonista
- Claudio Amendola - Noi e la Giulia
  - Massimiliano Gallo - Perez. e Si accettano miracoli
  - Michele Riondino - Il giovane favoloso
  - Nanni Moretti - Mia madre
  - Renato Pozzetto - Ma che bella sorpresa

### Migliore attrice non protagonista
- Giulia Lazzarini - Mia madre
  - Alba Rohrwacher - Le meraviglie
  - Micaela Ramazzotti - Il nome del figlio
  - Rosabell Laurenti Sellers - I nostri ragazzi
  - Valeria Golino - Il ragazzo invisibile

### Migliore produttore
- Cinemaundici e Ipotesi Cinema - Torneranno i prati
  - Carlo Cresto-Dina - Le meraviglie
  - Carlo Degli Esposti, Patrizia Massa e Nicola Serra - Il giovane favoloso
  - Nicola Giuliano, Francesca Cima e Carlotta Calori - Il ragazzo invisibile
  - Nanni Moretti e Domenico Procacci - Mia madre

### Migliore opera prima
- Duccio Chiarini - Short Skin - I dolori del giovane Edo

### Migliore sceneggiatura
- Mario Martone, Ippolita Di Majo - Il giovane favoloso
  - Saverio Costanzo - Hungry Hearts
  - Francesca Archibugi, Francesco Piccolo - Il nome del figlio
  - Alice Rohrwacher - Le meraviglie
  - Nanni Moretti, Valia Santella, Francesco Piccolo - Mia madre

### Migliore fotografia
- Fabio Olmi - Torneranno i prati
  - Fabio Cianchetti - Il nome del figlio
  - Italo Petriccione - Il ragazzo invisibile e Latin Lover
  - Daniele Ciprì - La buca
  - Arnaldo Catinari - Mia madre

### Migliore sonoro
- Stefano Campus e Sandro Ivessich Host - Anime nere
  - Stefano Campus - I primi della lista
  - Alessandro Zanon - Il giovane favoloso
  - Remo Ugolinelli, Simone Carnesecchi - Il nome del figlio
  - Maurizio Argentieri, Vincenzo Nardi - Latin Lover
  - Benito Alchimede, Maurizio Grassi - Meraviglioso Boccaccio

### Migliore scenografia
- Giancarlo Muselli - Il giovane favoloso
  - Luca Servino - Anime nere
  - Rita Rabassini - Il ragazzo invisibile
  - Emita Frigato - Le meraviglie e Meraviglioso Boccaccio
  - Paola Bizzarri - Mia madre

### Migliore montaggio
- Cristiano Travaglioli - Anime nere
  - Jacopo Quadri - Il giovane favoloso
  - Esmeralda Calabria - Il nome del figlio
  - Francesca Calvelli - Latin Lover e Hungry Hearts
  - Marco Spoletini - Le meraviglie

### Migliore costumi
- Ursula Patzak - Il giovane favoloso
  - Maria Rita Barbera - Ho ucciso Napoleone
  - Nicoletta Ercole - Incompresa
  - Loredana Buscemi - Le meraviglie
  - Lina Nerli Taviani - Meraviglioso Boccaccio

### Migliore colonna sonora
- Paolo Fresu - Torneranno i prati
  - Nicola Piovani - Hungry Hearts
  - Ezio Bosso, Federico De Robertis - Il ragazzo invisibile
  - Andrea Farri - Ma che bella sorpresa
  - Raphael Gualazzi - Un ragazzo d'oro

### Ciak d'oro per il migliore manifesto
- Le meraviglie

### Ciak d'oro Mini/Skoda Bello & Invisibile
- N-Capace di Eleonora Danco

### Ciak d'oro alla rivelazione dell'anno
- Noi e la Giulia di Edoardo Leo

### Ciak d'oro per la migliore canzone originale
- Buonesempio di Roberta Ser - Take Five

### Ciak d'oro Alice giovani
- Il ragazzo invisibile di Gabriele Salvatores

### Ciak d'oro alla carriera
- Paolo e Vittorio Taviani

### Super Ciak d'oro
- Alessandro Gassmann, Margherita Buy, Paolo Sorrentino[2] e Fulvio Lucisano[3]

### Ciak d'oro specialeSerial Movie
- Maria Pia Calzone - Gomorra - La serie